# Helixanthera subalata
Helixanthera subalata là một loài thực vật có hoa trong họ Loranthaceae. Loài này được (De Wild.) Wiens & Polhill mô tả khoa học đầu tiên năm 1992.